# Stórastovan
Stórastovan (pol. Duży pokój) – pokój w chacie rybackiej Kirkjubøargarður, mieszczącej się w wiosce Kirkjubøur na Wyspach Owczych i będącej najstarszym, stale zamieszkanym budynkiem drewnianym w Europie.

## Historia
Stórastovan zbudowany został w 1772 roku przez zamieszkującą go rodzinę Patursson, podczas gdz cały Kirkjubøargarður został wzbudowany w XI w i jest najstarszym, stale zamieszkanym budynkiem z drewna na świecie. Od początku Stórastovan służy jako pokój dzienny. W jego wyposażeniu znajduje się wiele zabytków m.in. z XVII wieku czy pianino z 1858.